# Антилоуп Вали
Антилоуп Вали (на английски: Antelope Valley, „Антилопова долина“) е долина в южната част на Калифорния, Съединените американски щати, образуваща западната част на пустинята Мохаве.
Разположена е в северната част на окръг Лос Анджелис и дължи името си вилорогите антилопи, често срещани в района до изтребването им в края на XIX век. Оградена е от планините Сан Габриел на юг и Техачапи на северозапад, а на изток преминава в долината Виктор Вали. Главните селища са Палмдейл и Ланкастър.